# 초대 (김동률의 음반)
《KIM DONGRYUL 2004 THE SECOND CONCERT 招待》(초대)는 김동률의 라이브 앨범이다.

## 개요
김동률의 첫 번째 콘서트는 1998년 크리스마스 때의 콘서트였다. 그 후 2004년 4집 토로 앨범을 발매한 후, 2004년 8월에 데뷔 10주년을 기념하는 두 번째 콘서트를 열었다. 8월 14일, 8월 15일에는 서울 경희대학교 평화의 전당에서, 8월 28일에는 부산 KBS홀에서 콘서트를 열었다. 이 때의 콘서트 실황을 녹음하여 2005년 라이브 앨범 《초대》를 발매하였다. 두 종류의 라이브 앨범이 나왔는데, 하나는 2장의 CD가 들어있는 콘서트 실황 녹음 앨범을, 다른 하나는 2장의 CD와 콘서트 실황을 찍은 2장의 DVD가 들어있는 앨범이었다.
DVD중 첫 번째 DVD는 각종 인터뷰, 게스트였던 피아니스트 김정원이 솔로 4집앨범에 담긴 〈River〉를 연주하는 장면 등이 포함된 SUPPLEMENT이고 두 번째 DVD는 CD의 수록곡 실황 녹화 비디오가 담겨 있다.
수록곡으로는 김동률의 솔로 1집인 《The Shadow of Forgetfulness》의 첫 트랙인 〈시작〉을 편곡한 〈Overture〉, 3집 《귀향》에 실린 〈사랑한다는 말〉과 〈다시 사랑한다 말할까〉를 합쳐 편곡한 〈Grand Opening+사랑한다는 말+다시 사랑한다 말할까〉, 카니발의 동료였던 이적과 함께 부른 《Carnival》 음반에 실린 〈그땐 그랬지〉와 〈축배〉, 이소은과 함께 부른 솔로 1집 앨범의 〈기적〉, 《전람회 1집》에 실려있는 〈기억의 습작〉, 트로트 풍으로 편곡한 솔로 2집 《희망》의 〈님〉, 하림, 정재일과 함께 협연한 4집 《토로》의 〈사랑하지 않으니까요〉 와 〈청원〉과 3집 《귀향》의 〈낙엽〉, 1집 《The Shadow of Forgetfulness》 의 〈동반자〉, 앵콜곡으로 부른 《전람회 2집》의 〈10년의 약속〉 등이 있다.
콘서트에서 부른 전곡은 모두 기존의 음악을 김동률이 직접 편곡한 것이었다. 오케스트라 편곡에는 이지원도 참여했다. 콘서트의 게스트였던 음악가는 이적, 이소은, 하림, 정재일, 김정원, 정원영이 있다.

## 수록곡

### DISC ONE
1. Overture(modified from '시작')
2. Grand Opening+사랑한다는 말+다시 사랑한다 말할까
3. 새
4. 하늘높이
5. 그땐 그랬지
6. 축배
7. 기적
8. 기억의 습작

### DISC TWO
1. 구애가
2. 님
3. 사랑하지 않으니까요
4. 낙엽
5. 청원
6. 취중진담
7. 이제서야
8. 동반자
9. 희망
10. 10년의 약속